# Fade Away (мини-альбом)
Fade Away — шестой мини-альбом американского рок-дуэта Best Coast, изданный 22 октября 2013 года на лейбле Jewel City, принадлежащем фронтвумен Бетани Косентино. EP был записан в студии Wax Ltd., а его продюсером выступил Уолли Гейгел, вдохновленный такими музыкальными исполнителями, как Mazzy Star, Пэтси Клайн и My Bloody Valentine. Косентино написал песню «Fear of My Identity» об «экзистенциальном кризисе» после употребления успокоительного снотворного золпидем.
Пластинка получила в целом благоприятные отзывы музыкальных критиков.

## Отзывы
| Совокупная оценка    | Совокупная оценка |
| Источник             | Оценка            |
| -------------------- | ----------------- |
| Metacritic           | 67/100            |
| Оценки критиков      |                   |
| Источник             | Оценка            |
| AllMusic             | [ 5 ]             |
| Alternative Press    | [ 6 ]             |
| Consequence of Sound | D                 |
| DIY                  | [ 1 ]             |
| Drowned in Sound     | 3/10              |
| Exclaim!             | 7/10              |
| The Fly              | [ 9 ]             |
| NME                  | 6/10              |
| Pitchfork            | 7.4/10            |
| Rolling Stone        | [ 12 ]            |

Альбом получил положительные отзывы музыкальной критики и интернет-изданий. На сайте Metacritic, который присваивает нормализованный рейтинг из 100 баллов рецензиям основных критиков, альбом получил средний балл 67 на основе 15 профессиональных рецензий, что означает «благоприятные отзывы».
Джон Долан из Rolling Stone рассматривает Fade Away как сочетание первых двух альбомов группы, описывая его как «мастерски архетипичный, но совершенно [Косентино] собственный». Alternative Press назвала EP «лучшей работой группы на сегодняшний день», отметив: «Лирически интроспективный, музыкально плотный и вокально решительный Fade Away звучит как реклапмационная запись для Бетани Косентино». Pitchfork назвал мини-альбом возвращением группы в форму, отметив, что «в Fade Away есть штрихи изысканности, которых Best Coast не могли достичь до сих пор».
Rolling Stone поместил Fade Away на 35-е место в списке 50 лучших альбомов 2013 года, написав: «В нем всего семь песен, но все равно он ощущается как прорыв».

## Список композиций
Слова и музыка всех песен — Bethany Cosentino.
| №  | Название              | Длительность |
| -- | --------------------- | ------------ |
| 1. | «This Lonely Morning» | 2:41         |
| 2. | «I Wanna Know»        | 3:28         |
| 3. | «Who Have I Become?»  | 4:53         |
| 4. | «Fear of My Identity» | 3:38         |
| 5. | «Fade Away»           | 4:18         |
| 6. | «Baby I'm Crying»     | 4:30         |
| 7. | «I Don't Know How»    | 3:34         |

## Чарты
| Чарт (2013)         | Высшая позиция |
| ------------------- | -------------- |
| США (Billboard 200) | 122            |